# Aprionus oligodactylus
Aprionus oligodactylus är en tvåvingeart som beskrevs av Jaschhof 2009. Aprionus oligodactylus ingår i släktet Aprionus, och familjen gallmyggor. Arten är reproducerande i Sverige.